# Němčičky (Znojmo)
Němčičky é uma comuna checa localizada na região de Morávia do Sul, distrito de Znojmo.